# الرابطة البرلمانية 1980–81
الرابطة البرلمانية 1980–81 (بالإنجليزية: 1980–81 Isthmian League)‏ هو موسم من دوري إسثميان، وهو دوري للأندية شبه المحترفة في إنجلترا، فاز فيه نادي سلاو تاون.